# Stazione di Shiroi
La stazione di Shiroi (白井駅?, Shiroi-eki) è una stazione ferroviaria della città di Shiroi, nella prefettura di Chiba, in Giappone. È servita dalla linea Hokusō, gestita dalla società Ferrovia Hokusō. Si trova all'interno di Chiba New Town.

## Linee
Ferrovie Hokusō
● Linea Hokusō

## Struttura
La stazione è realizzata in superficie, con fabbricato viaggiatore a ponte sopra il livello del ferro. I binari sono due, con un marciapiede a isola collegato al mezzanino da scale mobili (solo in salita) e ascensori.
| 1 | ● Linea Hokusō | per Shin-Kamagaya, Higashi-Matsudo, Keisei Takasago, Ueno, Shinagawa, Haneda Aeroporto e Yokohama |
| 2 | ● Linea Hokusō | per Chiba-Newtown-Chūō, Inzai-Makinohara, Inba-Nihon-Idai e Narita Aeroporto                      |

## Stazioni adiacenti
| «            | Servizio                            | »            |
| Linea Hokusō | Linea Hokusō                        | Linea Hokusō |
| ------------ | ----------------------------------- | ------------ |
| Nishi-Shiroi | Locale Espresso1 Espresso limitato2 | Komuro       |

- 1: Solo treni provenienti da Tokyo
- 2: Solo treni diretti a Tokyo